# Jefferson County, Kansas
Jefferson County (områdeskod JF) är ett administrativt område i delstaten Kansas, USA, med 19 126 invånare. Den administrativa huvudorten (county seat) är Oskaloosa.

## Geografi
Enligt United States Census Bureau har countyt en total area på 1 442 km². 1 388 km² av den arean är land och 54 km² är vatten.

### Angränsande countyn
- Atchison County - nord
- Leavenworth County - öst
- Douglas County - syd
- Shawnee County - sydväst
- Jackson County - nordväst

### Orter
- McLouth
- Meriden
- Nortonville
- Oskaloosa (huvudort)
- Ozawkie
- Perry
- Valley Falls
- Winchester